# 動物ものがたり
動物ものがたり（どうぶつものがたり）は、NHKで放送されていた動物番組。1959年度版と1962年度版がある。

## 1959年版
- 放送期間：1959年1月17日 - 1959年6月27日
- 放送時間：NHK教育テレビ 土曜 19時 - 19時30分
- 出演者：林寿郎

放送リスト
1. 1959年1月17日 猛獣を飼う
2. 1959年1月24日 むちと愛情 動物の訓練
3. 1959年1月31日 極地の動物
4. 1959年2月07日 日本の動物
5. 1959年2月14日 ぞう
6. 1959年2月21日 動物の本能
7. 1959年2月28日 ねずみ
8. 1959年3月07日 動物のあそび
9. 1959年3月14日 馬
10. 1959年3月21日 動物のおやこ
11. 1959年3月28日 アフリカの動物
12. 1959年4月04日 夜の動物園 上野動物園から
13. 1959年4月11日 アジアの動物
14. 1959年4月18日 動物の武器と闘争
15. 1959年4月25日 飛ぶ動物
16. 1959年5月02日 動物の雌雄
17. 1959年5月09日 動物の病気
18. 1959年5月16日 鳥
19. 1959年5月23日 動物の鼻
20. 1959年5月30日 動物の捕獲
21. 1959年6月06日 海辺の動物
22. 1959年6月13日 美術にあらわれた動物
23. 1959年6月20日 動物の皮膚
24. 1959年6月27日 動物の表情

## 1962年度版
- 放送期間：1962年4月8日 - 1963年3月31日
- 放送時間：NHK総合テレビ 日曜 17時45分 - 18時／火曜 17時15分 - 17時30分

放送リスト
1. 1962年04月08日 ギフチョウのシマちゃん
2. 1962年04月15日 さっちゃんの動物園見学
3. 1962年04月22日 こんにちはゴロスケです ある春の日のゲンゴロウ
4. 1962年04月29日 皇居の馬 若桜
5. 1962年05月06日 緑の谷間の働き者
6. 1962年05月13日 タータスくんの見学記
7. 1962年05月20日 ハンミョウのみちすけ
8. 1962年05月27日 オランウータンの初子
9. 1962年06月03日 暗い夜がやってくる
10. 1962年06月10日 はとのコロンバくん
11. 1962年06月17日 チュウスケのさわあるき
12. 1962年06月24日 あしかのスイ子
13. 1962年07月01日 森は呼んでいる
14. 1962年07月08日 りゅうきんのユラちゃん
15. 1962年07月15日 シロアリの国
16. 1962年07月22日 チンパンジーのさっちゃん海へ行く
17. 1962年07月29日 林の王さまカブトムシ
18. 1962年08月19日 ヤドカリのかつごろう
19. 1962年08月26日 イワヒバリの白馬だより
20. 1962年09月02日 ダチョウのオストくん
21. 1962年09月09日 がんばれ　ギスッチョ キリギリスのコンクール
22. 1962年09月16日 ナベカくんの海底旅行
23. 1962年09月23日 ママは狩人 ジガバチとクロアナバチ
24. 1962年09月30日 ヒツジのゆう子
25. 1962年10月07日 かまきりかま平ひとりごと
26. 1962年10月14日 フラミンゴのフェニックスくん
27. 1962年10月21日 バッタ君富士へ行く
28. 1962年10月28日 サイ太郎一代記
29. 1962年11月04日 波のうた なみうちぎわのこんちゅう
30. 1962年11月11日 青大将のブルー・ボーイ
31. 1962年11月18日 ハチの巣日記 クロスズメバチ
32. 1962年11月25日 3匹のゴリラたち ブルブル・ムブル・ザーク
33. 1962年12月02日 ふゆもげんきで 牧場の虫たち
34. 1962年12月09日 チンパンジーさっちゃんのべんきょう
35. 1962年12月16日 黒い太陽 鐘乳洞[注釈 1]の虫たち
36. 1962年12月23日 ラクダのハンプくん
37. 1962年12月30日 冬の日のハナアブ
38. 1963年01月06日 ウサギのミミーちゃん
39. 1963年01月13日 小さい小さいいのちのおはなし 微生物のなかま
40. 1963年01月20日 キリンの高太郎
41. 1963年01月27日 氷の屋根の下で 水の中に住む昆虫
42. 1963年02月03日 モグラのモールくん
43. 1963年02月10日 ガラスの中の誕生日 キアゲハの冒険
44. 1963年02月17日 にほんさる 波勝崎の石松くん
45. 1963年02月24日 さいはての砂 砂に生きる虫たち
46. 1963年03月03日 ダックスフントのアリスちゃん
47. 1963年03月10日 虫の国の王さま
48. 1963年03月17日 動物の身になれば
49. 1963年03月24日 しらなかったふるさと
50. 1963年03月31日 どうぶつに結ぶ夢